# A Flash Flood of Colour
Albums de Enter Shikari
Live from Planet Earth
(2011) Live in London. W6. March 2012
(2012)
Singles
1. Sssnakepit
Sortie : 20 septembre 2011
2. Gandhi Mate, Gandhi
Sortie : 4 décembre 2011
3. Arguing with Thermometers
Sortie : 17 janvier 2012
4. Warm Smiles Do Not Make You Welcome Here
Sortie : 2 juillet 2012 (Royaume-Uni)

A Flash Flood of Colour est le troisième album du groupe anglais de post-hardcore Enter Shikari, publié le 16 janvier 2012 par Ambush Reality au Royaume-Uni et par Hopeless Records aux États-Unis.

## Genèse

### Enregistrement et production
Le disque est produit par l'ancien guitariste de SikTh Dan Weller (en), qui avait déjà aidé à la production de Common Dreads, et par l'ingénieur du son Tim Morris. Ils débutent au studio d'enregistrement que Weller loue à Londres, avant de leur dire qu'un ami vient d'ouvrir un studio en Thaïlande. Ils en font une blague récurrente, se répétant tous les matins « ne t'inquiètes pas, la semaine prochaine, on sera en Thaïlande ». L'idée fait son chemin et ils décident finalement qu'il serait plus avantageux d'enregistrer aux studios Karma Sound à Bang Saray, dans la province de Chonburi,,. Le studio est libre, isolé de toute distraction, accessible toute la journée et ils n'ont pas à faire la navette quotidiennement pour s'y rendre. En conséquence, ils peuvent pleinement se concentrer sur leur musique. Le studio est décrit comme « fantastique » par Rolfe, « c'est juste quatre murs dans un terrain vaste au milieu de la jungle » à une heure et demie de route au sud de Bangkok.
Le groupe travaille sur son album de 10 h à minuit, enregistrant d'abord la batterie, puis les différents instruments de la chanson jusqu'au synthétiseur, que Reynolds a précédemment enregistré au Royaume-Uni, avant d'ajouter les voix. Reynolds connaissant déjà les thèmes de l'album, il estime que procéder ainsi rend celui-ci « plus homogène et valorisant »,. Durant les dix premiers jours d'enregistrement, ils s'attaquent aux chansons les plus agressives de l'album, en particulier Tyrannosaurus (plus tard connue sous le nom de Hello Tyrannosaurus, Meet Tyrannicide). L'enregistrement dure un mois, de mai à juin 2011. L'album est ensuite mixé à Vancouver par Mike Fraser. Pendant cette phase de la production, l'album connaît plusieurs changements : Stalemate était prévue comme une introduction acoustique tandis que System Meltdown devait être une seule chanson.

## Parution et accueil

### Sortie et promotion
Le premier single de l'album, Sssnakepit, est publié le 20 septembre 2011. La chanson Arguing With Thermometers est jouée à chacun des concerts du groupe depuis l'automne 2011 et sa tournée européenne. Le 5 décembre, Enter Shikari met sur son compte Facebook Gandhi Mate, Gandhi avant d'en faire l'exclusivité dans l'émission de Zane Lowe de la BBC Radio 1.
Le 5 janvier 2012, le groupe sort la version studio de Arguing With Thermometers sur YouTube, puis de nouveau joué en avant-première chez Zane Lowe. Le clip vidéo officiel de la chanson est mis en ligne sur YouTube le 17 janvier, quelques jours après une bande-annonce où on voit Roughton prendre les traits d'un journaliste dénommé « Philis McCleaveland ».

### Accueil critique
L'accueil médiatique de Sonic Highways est globalement positif, obtenant un score de 75 % sur la base de treize analyses collectées par le site agrégateur Metacritic. et se classe 4e des charts albums britanniques à sa première semaine. Il est aussi félicité pour sa fusion innovante de paroles socio-politiques avec du post-hardcore, du dubstep et du hip-hop anglais.

### Succès commercial
À sa sortie, A Flash Flood of Colour est la seule entrée dans le top20 des charts britanniques avec le premier album Baby du groupe Tribes. À la mi-semaine, l'album atteint la première place avec plus de 2 500 exemplaires achetés, rivalisant avec Adele, Bruno Mars et Ed Sheeran. Mais finalement, il est dépassé respectivement par 21, + et Mylo Xyloto. Au Royaume-Uni, le 28 janvier, il débute à la 2e place du UK Indie Chart et à la première du UK Rock Chart.

### Classements et certifications
| Classement musical (2012)            | Meilleure position |
| ------------------------------------ | ------------------ |
| Allemagne (Media Control AG)         | 23                 |
| Australie (ARIA)                     | 32                 |
| Autriche (Ö3 Austria Top 40)         | 35                 |
| Belgique (Flandre Ultratop)          | 42                 |
| Canada (Canadian Albums)             | 75                 |
| États-Unis (Billboard 200)           | 67                 |
| États-Unis (Top Rock Albums)         | 19                 |
| États-Unis (Hard Rock Albums)        | 5                  |
| États-Unis (Independent Albums (en)) | 8                  |
| Irlande (IRMA)                       | 69                 |
| Japon (Oricon)                       | 81                 |
| Pays-Bas (Mega Album Top 100)        | 74                 |
| Royaume-Uni (UK Albums Chart)        | 4                  |
| Royaume-Uni (Rock & Metal Albums)    | 1                  |
| Royaume-Uni (UK Indie Chart)         | 2                  |

| Pays              | Certifications | Ventes   |
| ----------------- | -------------- | -------- |
| Royaume-Uni (BPI) | Argent         | 60 000 + |

## Caractéristiques artistiques

### Thèmes et compositions
A Flash Flood of Colour est le mélange de plusieurs genres musicaux dont la musique électronique, le rock, le rap et le punk hardcore. Chaque chanson propose ainsi une base post-hardcore et heavy metal, agrémentée de différents styles : rock alternatif, dubstep, drum and bass, musique industrielle, techno, trance, electro, hip-hop britannique, grime et metalcore,,,,. Cette fusion de musiques électroniques et de rock hardcore est généralement décrite comme de l'electronicore,.
Malgré une forte motivation politique derrière l'album, Reynolds souligne que l'album n'a pas pour vocation principale d'être politique. « Cet album est anti-politique. Nous disons que la politique est un système désuet. Il est temps que nous embrassions les développements technologiques et non plus l'asservissement à une unique règle. Nos vies devraient se développer selon les résultats scientifiques. »

### Pochette et illustrations
Le titre A Flash Flood of Colour provient des paroles du morceau Warm Smiles Do Not Make You Welcome Here et a pour intention de décrire l'album. Reynolds le considère d'ailleurs comme « un mélange coloré de genres musicaux ». Il explique que le groupe voulait un titre « positif et avant-gardiste ». Les illustrations de la pochette proviennent « à l'origine d'un motif lumineux créé pour [leurs] performances sur scène ». Ils ont ensuite estimé que « c'était une base solide pour les illustrations de [leur] album ». Reynolds précise que « cela représente basiquement la pyramide de la stratification sociale de la société contemporaine, posée sur son sommet » et que « le seul moyen de résoudre tous les problèmes de notre monde foutu, c'est de changer complètement le système et le mode de pensée ». Clewlow ajoute que « notre société est souvent décrite comme une pyramide, avec peu de riches au sommet et les masses sans rien en bas, mais supportant la pyramide pour ceux en haut. Notre triangle retourné représente ce système renversé ».

## Fiche technique

### Versions
Toutes les paroles sont écrites par Roughton Reynolds, toute la musique est composée par Enter Shikari.
| 1.  | System...                                | 1:57 |
| 2.  | ...Meltdown                              | 3:24 |
| 3.  | Sssnakepit                               | 3:26 |
| 4.  | Search Party                             | 4:06 |
| 5.  | Arguing with Thermometers                | 3:24 |
| 6.  | Stalemate                                | 4:18 |
| 7.  | Gandhi Mate, Gandhi                      | 4:28 |
| 8.  | Warm Smiles Do Not Make You Welcome Here | 4:38 |
| 9.  | Pack of Thieves                          | 3:58 |
| 10. | Hello Tyrannosaurus, Meet Tyrannicide    | 3:46 |
| 11. | Constellations                           | 5:01 |

| CD1.  | System...                                | 1:57    |
| CD2.  | ...Meltdown                              | 3:24    |
| CD3.  | Sssnakepit                               | 3:26    |
| CD4.  | Search Party                             | 4:06    |
| CD5.  | Arguing with Thermometers                | 3:24    |
| CD6.  | Stalemate                                | 4:18    |
| CD7.  | Gandhi Mate, Gandhi                      | 4:28    |
| CD8.  | Warm Smiles Do Not Make You Welcome Here | 4:38    |
| CD9.  | Pack of Thieves                          | 3:58    |
| CD10. | Hello Tyrannosaurus, Meet Tyrannicide    | 3:46    |
| CD11. | Constellations                           | 5:01    |
| DVD1. | Phenakistoscope (documentaire)           | 1:01:54 |
| DVD2. | Bonus Features (vidéos live et promo)    |         |

| CD1.   | System...                                                        | 1:57    |
| CD2.   | ...Meltdown                                                      | 3:24    |
| CD3.   | Sssnakepit                                                       | 3:26    |
| CD4.   | Search Party                                                     | 4:06    |
| CD5.   | Arguing with Thermometers                                        | 3:24    |
| CD6.   | Stalemate                                                        | 4:18    |
| CD7.   | Gandhi Mate, Gandhi                                              | 4:28    |
| CD8.   | Warm Smiles Do Not Make You Welcome Here                         | 4:38    |
| CD9.   | Pack of Thieves                                                  | 3:58    |
| CD10.  | Hello Tyrannosaurus, Meet Tyrannicide                            | 3:46    |
| CD11.  | Constellations                                                   | 5:01    |
| DVD1.  | Phenakistoscope (documentaire)                                   | 1:01:54 |
| DVD2.  | Intro / Destabilise (concert à l'Electric Ballroom, Camden Town) | 6:06    |
| DVD3.  | Quelle Surprise (concert à l'Electric Ballroom, Camden Town)     | 7:24    |
| DVD4.  | Sssnakepit (concert à l'Electric Ballroom, Camden Town)          | 3:32    |
| DVD5.  | OK, Time For Plan B (concert à l'Electric Ballroom, Camden Town) | 5:27    |
| DVD6.  | Thermometers (concert à l'Electric Ballroom, Camden Town)        | 3:50    |
| DVD7.  | Quelle Surprise                                                  | 4:34    |
| DVD8.  | Destabilise                                                      | 4:36    |
| DVD9.  | Sssnakepit                                                       | 3:00    |
| DVD10. | Sssnakepit (remix)                                               | 4:50    |

| A1. | System...                                | 1:57 |
| A2. | ...Meltdown                              | 3:24 |
| A3. | Sssnakepit                               | 3:26 |
| A4. | Search Party                             | 4:06 |
| A5. | Arguing with Thermometers                | 3:24 |
| A6. | Stalemate                                | 4:18 |
| B1. | Gandhi Mate, Gandhi                      | 4:28 |
| B2. | Warm Smiles Do Not Make You Welcome Here | 4:38 |
| B3. | Pack of Thieves                          | 3:58 |
| B4. | Hello Tyrannosaurus, Meet Tyrannicide    | 3:46 |
| B5. | Constellations                           | 5:01 |

### Crédits
Enter Shikari
- Roughton Reynolds : chant, guitare acoustique, growl, synthétiseur et piano
- Liam Clewlow : guitare, chœurs et chant sur Sssnakepit, Gandhi Mate, Gandhi et Destabilise
- Chris Batten : basse, chœurs et chant sur ...Meltdown, Search Party, Gandhi Mate, Gandhi et Pack of Thieves
- Rob Rolfe : batterie, percussions, chœurs et chant sur Gandhi Mate, Gandhi

Équipe de production
- Dan Weller : producteur
- Tim Morris : ingénieur du son
- Bobo Ekrangsi : ingénieur du son
- Mike Fraser : mixage

### Articles de presse
1. 1 2 3 4 5  (en) Tom Bryant, « Enter Shikari, the making of A Flash Flood Of Colour », Kerrang!, no 1372,‎ 16 juillet 2011 (lire en ligne)
2. 1 2  (en) Darren Taylor, « Old-School Thai », Rock Sound, no 148,‎ juillet 2011, p. 8
3. 1 2  (en) « Enter Shikari - A Flash Flood of Colour review », Alternative Press,‎ 13 janvier 2012
4. ↑  (en) Ian Winwood, « St Albans quartet battle the future with environmental green and socialist red », Kerrang!, no 1397,‎ 14 janvier 2012, p. 50
5. ↑  (en) « Enter Shikari - A Flash Flood of Colour review », Q,‎ février 2012, p. 111
6. ↑  (en) Ryan Bird, « Enter Shikari 'A Flash Flood Of Colour' (Ambush Reality) », Rock Sound, no 157,‎ février 2012, p. 75
7. ↑  (en) Paul Harris, « 2012 Albums Preview – Sound of the Overground », Kerrang!, no 1398,‎ 21 janvier 2012, p. 22-24
8. ↑  (en) Ian Winwood, « St Albans quartet battle the future with environmental green and socialist red », Kerrang!, no 1397,‎ 14 janvier 2012
9. 1 2  (en) Robert Knapper, « Enter Shikari », Stencil Magazine, no 11,‎ 20 janvier 2012, p. 22-25 (lire en ligne)

### Autres sources
1. 1 2 3  (en) « MUSIC INTERVIEW: ENTER SHIKARI », sur buzzinemusic.com (consulté le 30 janvier 2018)
2. 1 2  (en) Matthew Colwell, « Interview: Enter Shikari vocalist Rou Reynolds on the band’s US successes », Alternative Press, 5 avril 2012 (consulté le 31 janvier 2018)
3. ↑  (en) http://www.bbc.co.uk/programmes/b017t5ln
4. ↑  (en) http://www.bbc.co.uk/blogs/zanelowe/2012/01/hottest_record_-_enter_shikari_2.html
5. 1 2  (en) « Critic Reviews for A Flash Flood of Colour - Metacritic », sur metacritic.com (consulté le 17 janvier 2018)
6. ↑  (en) Dan Martin, « Enter Shikari - 'A Flash Flood Of Colour' - NME », NME (consulté le 17 janvier 2018)
7. ↑  (en) Ian Winwood, « BBC - Music - Review of Enter Shikari - A Flash Flood of Colour », BBC (consulté le 17 janvier 2018)
8. 1 2  (en) Jon O'Brien, « A Flash Flood of Colour - Enter Shikari - Songs, Reviews, Credits », AllMusic (consulté le 17 janvier 2018)
9. ↑  (en) Sam Shepherd, « Enter Shikari – A Flash Flood Of Colour - Album Reviews », musicOMH (consulté le 17 janvier 2018)
10. ↑  (en) Simon Price, « Album: Enter Shikari, A Flash Flood of Colour (Ambush Reality / Pias) », The Independent (consulté le 17 janvier 2018)
11. 1 2  (en) John Calvert, « Album Review: Enter Shikari - A Flash Flood of Colour / Releases / Releases // Drowned In Sound », Drowned in Sound (consulté le 17 janvier 2018)
12. ↑  (en) Emily Mackay, « The Quietus - Reviews - Enter Shikari », The Quietus (consulté le 17 janvier 2018)
13. ↑  (en) Joanie Eaton, « Enter Shikari - A Flash Flood Of Colour », DIY (consulté le 17 janvier 2018)
14. ↑  (en) Liam McGarry, « Alter The Press!: Album Review: Enter Shikari - A Flash Flood Of Colour », Alter the Press! (consulté le 17 janvier 2018)
15. ↑  (en) Zach Redrup, « ALBUM: Enter Shikari – A Flash Flood Of Colour - Alternative music news, reviews, interviews and more! », DEAD PRESS! (consulté le 17 janvier 2018)
16. ↑  (en) « Review: Enter Shikari - A Flash Flood of Colour », Sputnikmusic (consulté le 17 janvier 2018)
17. ↑  (en) James Shotwell, « REVIEW: Enter Shikari – A Flash Flood Of Colour », Under the Gun Review (consulté le 17 janvier 2018)
18. ↑  (en) Hayley Fox, « Enter Shikari - A Flash Flood of Colour Album Review », Contactmusic.com (en) (consulté le 17 janvier 2018)
19. ↑  (en) Ian Gittins, « Enter Shikari – review - Music », The Guardian (consulté le 30 janvier 2018)
20. 1 2  (en) James Birtles, « Album: Enter Shikari - A Flash Flood of Colour », The Mancunion (en) (consulté le 30 janvier 2018)
21. ↑  (de) Charts.de – Enter Shikari – A Flash Flood of Colour. GfK Entertainment. PhonoNet GmbH.
22. ↑  (en) Australian-charts.com – Enter Shikari – A Flash Flood of Colour. ARIA Top 50 album. Hung Medien.
23. ↑  (de) Austriancharts.at – Enter Shikari – A Flash Flood of Colour. Ö3 Austria Top 40. Hung Medien.
24. ↑  (nl) Ultratop.be – Enter Shikari – A Flash Flood of Colour. Ultratop 200 albums. Ultratop et Hung Medien / hitparade.ch.
25. ↑  (en) Enter Shikari - Chart history – Billboard. Canadian Albums Chart. Prometheus Global Media.
26. ↑  (en) Enter Shikari - Chart history – Billboard. Billboard 200. Prometheus Global Media.
27. ↑  (en) Enter Shikari - Chart history – Billboard. Billboard Top Rock Albums. Prometheus Global Media.
28. ↑  (en) Enter Shikari - Chart history – Billboard. Billboard Hard Rock Albums. Prometheus Global Media.
29. ↑  (en) « Enter Shikari Artist Official Album & Song Chart History », sur billboard.com (consulté le 6 mars 2012)
30. ↑  (en) GfK Chart-Track. Irish Albums Chart. Irish Recorded Music Association.
31. ↑  (ja) Oricon Top 50 Albums. Top 50 Albums. Oricon.
32. ↑  (nl) Dutchcharts.nl – Enter Shikari – A Flash Flood of Colour. Mega Album Top 100. Hung Medien.
33. ↑  (en) Official Albums Chart Top 100. UK Albums Chart. The Official Charts Company.
34. ↑  (en) Archive Chart. Rock & Metal Albums. The Official Charts Company.
35. ↑  (en) « 2012-01-28 Top 40 Independent Singles Archive », sur theofficialcharts.com (consulté le 6 mars 2012)
36. ↑  (en) « Gold/Platinum Certifications for BPI », sur bpi.co.uk (consulté le 9 mai 2014)
37. 1 2  (en) Grant V. Ziegler, « Enter Shikari to hunt down Dallas », sur newsregisteronline.com (consulté le 15 janvier 2018)
38. ↑  (en) « Enter Shikari: A Flash Flood Of Colour - Classic Rock », sur teamrock.com (consulté le 30 janvier 2018)
39. ↑  (nl) « Enter Shikari is anti politiek », sur upmagazine.nl (consulté le 12 février 2012)
40. ↑  (en) « Enter Shikari - A Flash Flood Of Colour (CD, Album) at Discogs », sur discogs.com (consulté le 15 janvier 2018)
41. ↑  (en) « Enter Shikari - A Flash Flood Of Colour (CD, Album) at Discogs », sur discogs.com (consulté le 15 janvier 2018)
42. ↑  (en) « Enter Shikari - A Flash Flood Of Colour (CD, Album) at Discogs », sur discogs.com (consulté le 15 janvier 2018)
43. ↑  (en) « Enter Shikari - A Flash Flood Of Colour (Vinyle, LP, Album) at Discogs », sur discogs.com (consulté le 15 janvier 2018)